# Sophie Heldman
Sophie Heldman (* 1973 in Hamburg) ist eine deutsche Regisseurin.

## Leben
Heldman wurde 1973 als Tochter einer Mexikanerin und eines Deutschen in Hamburg geboren und wuchs in der Schweiz auf. Die Jahre 1993 bis 1996 verbrachte sie in den USA und konnte dort bei Independent-Produktionen in New York und South Carolina erste Erfahrungen beim Film sammeln. 1996 nahm sie das Studium der Regie an der Deutschen Film- und Fernsehakademie Berlin (DFFB) auf.
Neben ihrem Studium war sie unter anderem als Regieassistentin für Sydney Pollack, Stina Werenfels, Daniel Schmid und Xavier Koller tätig. Ihr Abschlussfilm an der DFFB Satte Farben vor Schwarz war zugleich ihr Spielfilmdebüt.

## Auszeichnungen
- 2001: Nominierung für den Max-Ophüls-Preis, Kategorie bester Kurzfilm, für Icke
- 2010: Nominierung für den First Steps Award für Satte Farben vor Schwarz
- 2010: Wettbewerbsteilnahme beim Filmfestival San Sebastián für Satte Farben vor Schwarz
- 2011: Preis der Russischen Filmkritik für Satte Farben vor Schwarz beim 9. Internationalen Filmfestival Spirit of Fire, Sibirien
- 2011: Studio Hamburg Nachwuchspreis "Bestes Drehbuch"